# Cuthona stimpsoni
Cuthona stimpsoni är en snäckart som beskrevs av Addison Emery Verrill 1880. Cuthona stimpsoni ingår i släktet Cuthona och familjen Tergipedidae. Inga underarter finns listade i Catalogue of Life.